# Lauterbach (Freystadt)

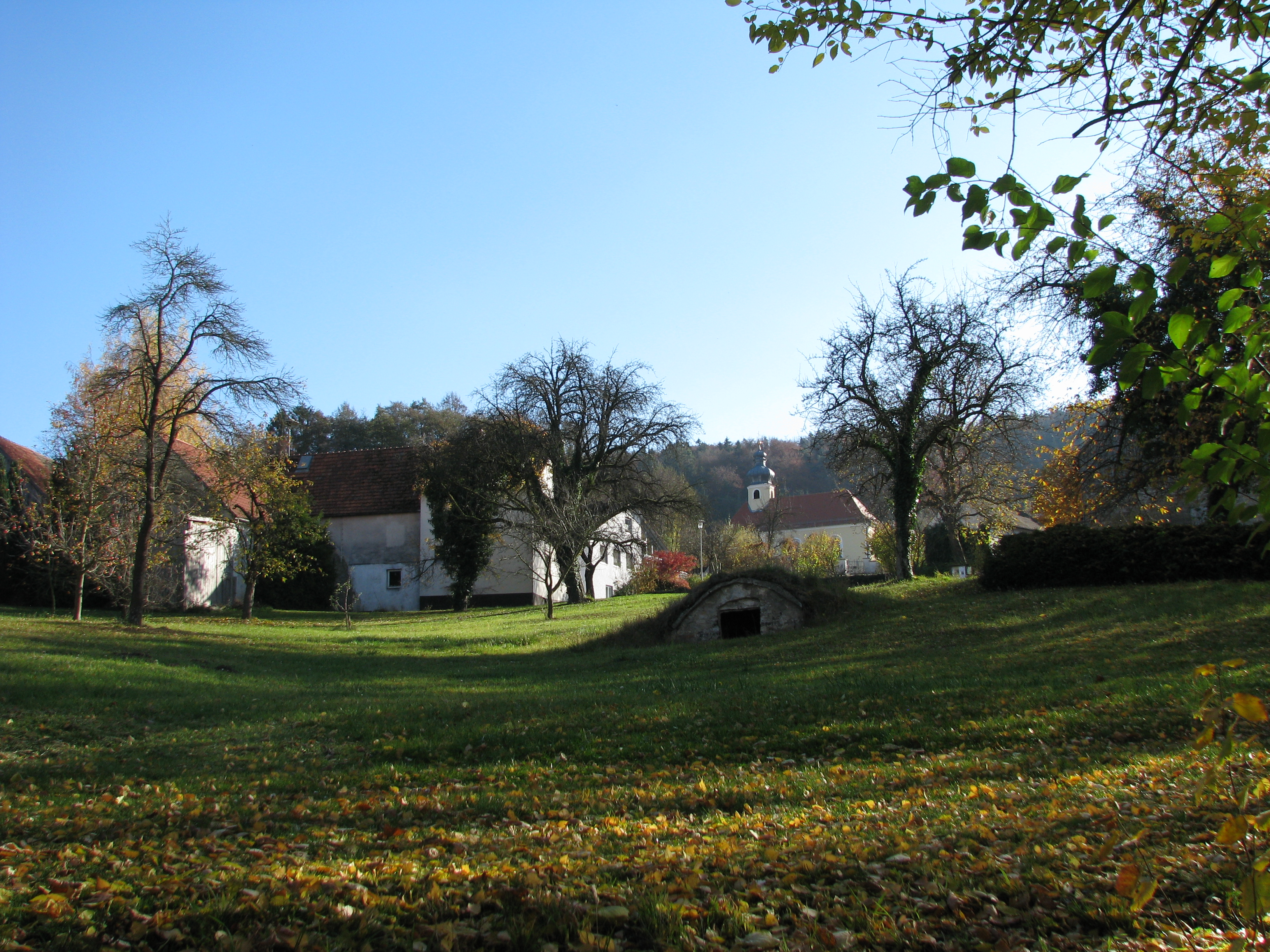
Ortsmitte

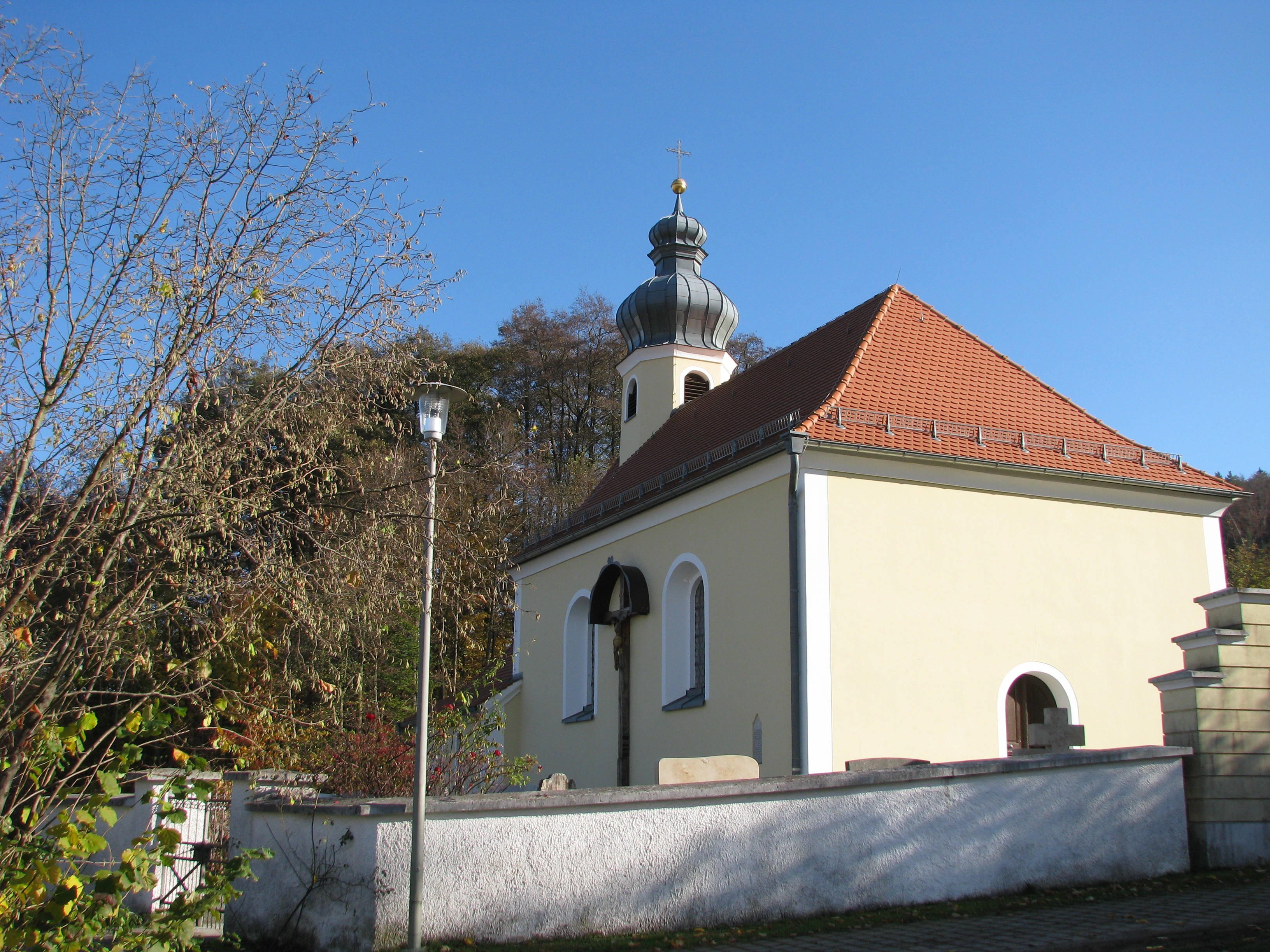
Kirche St. Willibald an der höchsten Stelle des Dorfes

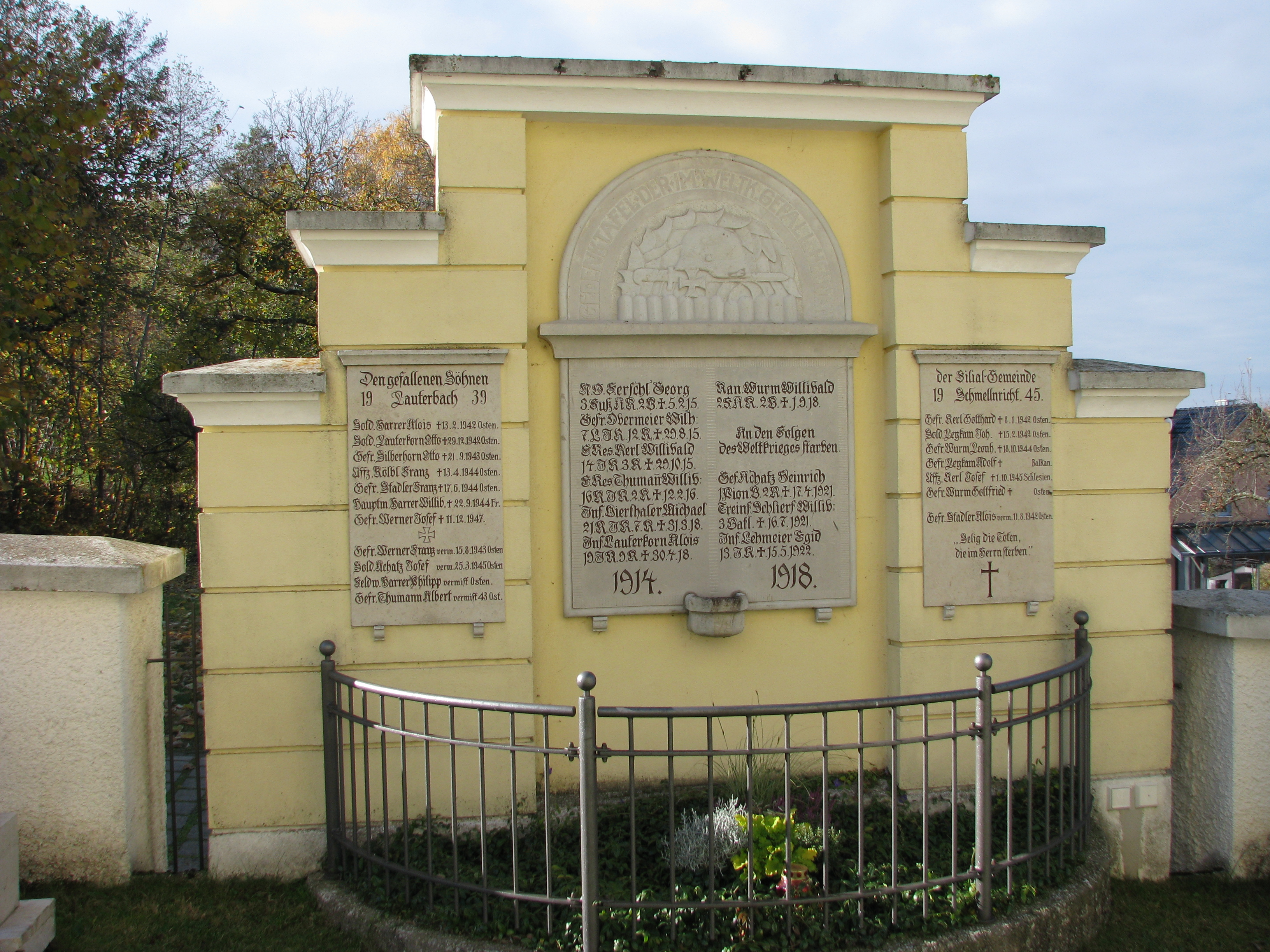
Kriegerdenkmal an der westlichen Friedhofsmauer

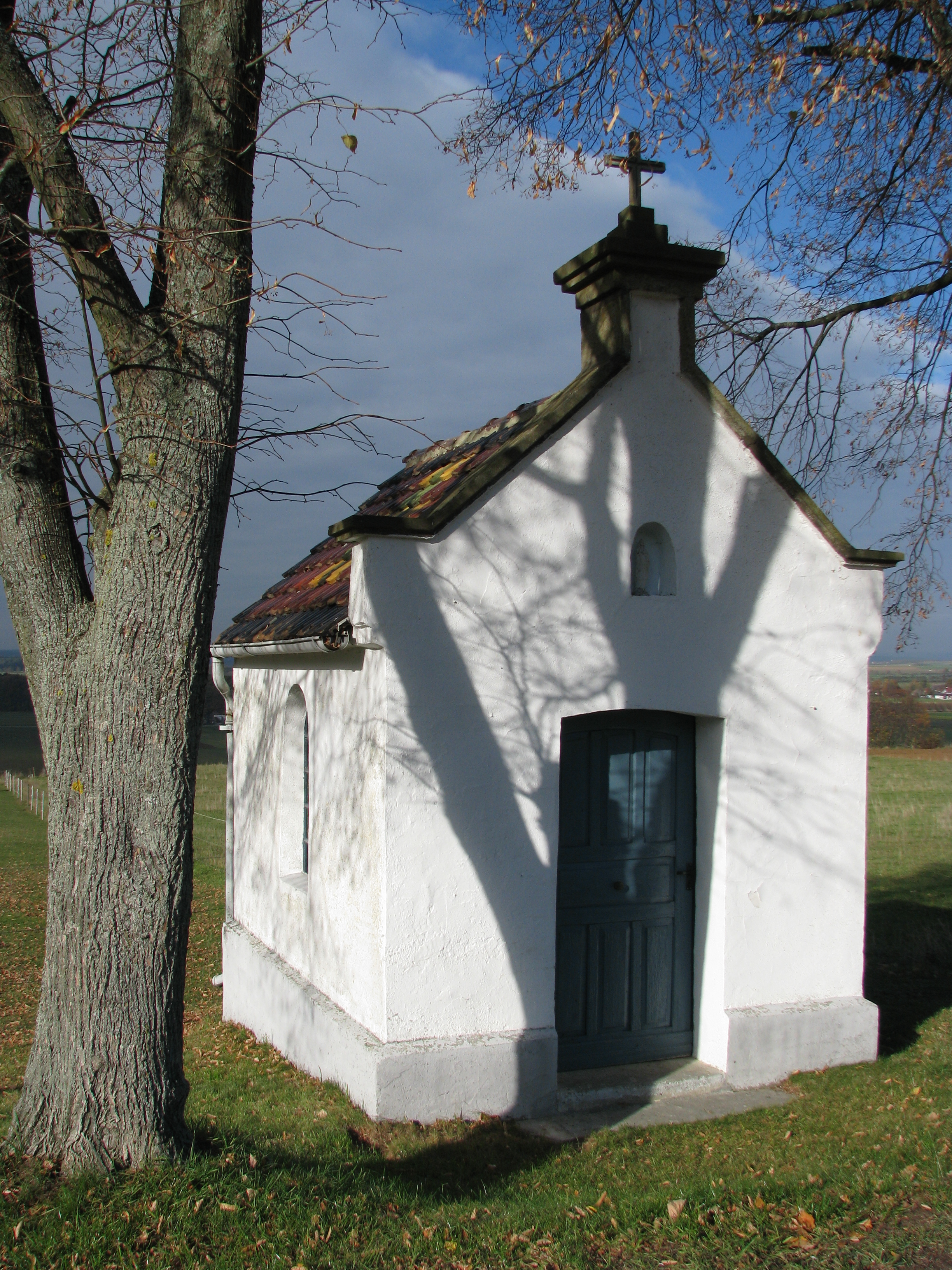
Herz Jesu-Wegkapelle an der Straße nach Jettenhofen

Lauterbach ist ein Gemeindeteil der Stadt Freystadt im Landkreis Neumarkt in der Oberpfalz in Bayern.

## Ortsnamendeutung
Der Ortsname wird gedeutet als Siedlung „am klaren, lauteren Bach“.

## Lage
Das sich in Nord-Süd-Richtung ausdehnende Reihendorf liegt auf 419 bis 452 m ü. NHN östlich der Schwarzach am Lauterbach. Zu dem Kirchdorf führen Gemeindeverbindungsstraßen von den Freystädter Gemeindeteilen Schmellnricht und Jettenhofen her.

## Geschichte
Urkundlich wird der Ort erstmals im 12. Jahrhundert erwähnt. Zwischen 1118/19 und 1125 siegelte der Ortsadelige „Fridericus de Lutenbach“ als diepoldingischer Gefolgsmann. Um die Mitte dieses Jahrhunderts tritt der Ortsadelige „Hartnit (Hartuit?) de Luterbach“ als Urkundenzeuge in Erscheinung.  Ein Heinrich von Lauterbach wird 1274 genannt. Außer dem örtlichen Edelsitz, der wahrscheinlich aus dem bajuwarischen Meierhof hervorgegangen ist, treten als Grundherrschaften die Herrschaft Jettenhofen, der Deutsche Orden zu Obermässing (um 1450 zwei Anwesen; ab 1465 eichstättisch), die Wolfsteinsche Herrschaft zu Sulzbürg (1729 zwei Güter; 1767 von Bayern an das Hochstift Eichstätt übergeben), das Kloster Seligenporten (1548 drei Untertanen; zwei davon nach der Klosteraufhebung 1556 an andere Frauenklöster, zuletzt an das Salesianerinnenkloster St. Anna in München gekommen) und – bis Mitte des 16. Jahrhunderts, dann jettenhofisch – das Kloster Heiligkreuz Regensburg in Erscheinung.
Als 1305 die Grafen von Hirschberg ausstarben, gingen die Hoheitsrechte über Lauterbach offensichtlich an das kaiserliche Landgericht Hirschberg über. So wird für 1430 berichtet, dass die Vogteirechte als bayerisches Lehen des Landgerichtes Hirschberg dem Wigilis Rauscher übertragen wurden. Das Dienstmannengeschlecht Rauscher war in der Gegend mehrfach begütert, so in Obermässing, Nottersdorf, Möning, Kauerlach, Hagenbuch und Liebeneck bei Mettendorf. Als Inhaber des Edelsitzes zu Lauterbach wird im 14. Jahrhundert die Adelsfamilie Klack von Obermässing genannt. Im frühen 15. Jahrhundert ging der kleine Sitz an die Adelsfamilie Haider über; 1424 wird Endres Haider zu Lauterbach genannt. 1461 verkaufte sein in den geistlichen Stand eingetretener Sohn Friedrich seinen Besitz in Lauterbach an den Gredinger Pfarrer Hans Wermger; sein Bruder Hans zu Lauterbach bezeugte dies. Hans Beringer, Wermgers Nachfolger, veräußerte die Lauterbacher Güter an Hans Wolfstein zu Obersulzbürg. Hans Haider geriet mit den Wolfsteinern darüber in Streit, der mit einer Entschädigung Haiders endete. 1513 saß noch Hans Haider der Jüngere zu Lauterbach, der bald darauf das von ihm vom Hochstift Eichstätt erworbene Schlösschen Eibwang im Anlautertal bezog.
1497 erschien der Edelsitz nunmehr unter der Territorialhoheit von Pfalz-Neumarkt stehend. In der andauernden Auseinandersetzung um die Hochgerichtsbarkeit an der südlichen Grenze des Neumarkter Schultheißenamtes schloss das Hochstift Eichstätt mit Kurbayern, das sich auf die früheren Vogteirechte der Grafen von Hirschberg über das Amt Jettenhofen berief, am 30. Januar 1767 einen Staatsvertrag ab, in dem die Landeshoheit über Lauterbach und andere Orte in der Nähe endgültig dem Hochstift zugesprochen wurde.
Um 1518 erwarb der bürgerliche Hanns Kechlern, Richter zu Untermässing, das inmitten von Lauterbach gelegene „Sitzlein“, zu dieser Zeit ein „öder, umgebauter Burgstall“, wohl um durch Pfalz-Neumarkt nobilitiert zu werden. Bald nach 1555 trennte er sich wieder von seinem Lauterbacher Besitz, ohne je dort gewohnt zu haben. Vor 1564 ging der Edelsitz an Rudolf von Hirnheim zu Jettenhofen über. Nach seinem Tod veräußerten seine vier Töchter neben dem Burggriesbacher Schloss auch den Lauterbacher Sitz mit fünf Anwesen im Dorf, den „Herrschaftlichen“ oder „Herrenhausischen“ Untertanen, 1586 an den Eichstätter Bischof Martin von Schaumberg. Zum Edelsitz gehörten zu dieser Zeit als Liegenschaften nur noch der drei Tagwerk große Acker „Wolfsgrub“, ein dem Schloss gegenüber auf der anderen Straßenseite gelegener Garten, der später zu einem Acker umgewandelt wurde, eine vier Tagwerk große Wiese unterhalb des Dorfes und die „Engellohe“, eine drei Tagwerk große Wiese zwischen Lauterbach und Jettenhofen. Die bischöfliche Hofkammer vergab das Schlösschen, auch „Herrenhaus“ genannt, mit den landwirtschaftlichen Nutzflächen an bäuerliche Grundholden.
Außer den fünf „herrschaftlichen“ Untertanen gab es in Lauterbach noch zwei weitere jettenhofische Hintersassen. Infolge des Dreißigjährigen Krieges waren 1642 nur drei der herrschaftlichen Anwesen besetzt, 1644 wieder fünf. 1709 wird berichtet, dass das Herrenhaus, der dazugehörende Stadel und der weite Hofraum, alles im Besitz von Michael Hilpoltsteiner, dem Inhaber der Eichstätter Taferne in Burggriesbach, öde liegen. 1786 bestanden Haus und Stadel nicht mehr. 1802 verkaufte die Eichstätter Hofkammer die Liegenschaften an mehrere Bauern.
Gegen Ende des Alten Reiches, um 1800, bestand Lauterbach aus 15 Untertanen-Gütern, darunter zwei Mühlen, die eine sulzbürgisch, die andere gnadenbergisch. Sieben Untertanen gehörten dem Kastenamt Jettenhofen, je zwei dem Kastenamt Obermässing, dem Kastenamt Sulzbürg und dem Kloster Gnadenberg, je ein Gut gehörte dem Schultheißenamt Neumarkt und dem Klosterrichteramt Seligenporten. Johann Kaspar Bundschuh erwähnt 1801 die vielen „Obst- und vorzüglich Nußbäume, daß das Dorf ganz darunter versteckt ist und man solches vor lauter Bäumen nicht ganz sehen kann.“ Die beiden Mühlen mussten abwechselnd mahlen, „weil das Wasser (des Mühlbachs bzw. Lauterbachs) so schwach ist, daß die Mühle schon stehen blieb, als eine Ente im Rinnsal war.“ Hochgerichtlich unterstand der Ort dem Pflegamt Obermässing, während die Dorf- und Gemeindeherrschaft vom Kastenamt Jettenhofen wahrgenommen wurde.
Infolge des Reichsdeputationshauptschlusses zu Regensburg 1802 fiel das Hochstift Eichstätt und mit ihm Lauterbach an das Kurfürstentum Bayern und nach kurzer großherzoglich-toskanischer Herrschaft 1806 an das neue Königreich Bayern. Bei der Bildung der Steuerdistrikte 1808/09 wurde Lauterbach dem Steuerdistrikt Burggriesbach im Landgericht und Rentamt Beilngries (später Bezirksamt, dann Landkreis) zugeschlagen. 1811 wurde die Ruralgemeinde Burggriesbach gebildet, der neben Burggriesbach mit der Schneemühle auch Lauterbach und Jettenhofen angehörten. Mit dem Gemeindeedikt von 1818 wurde eine politische Gemeinde Lauterbach aus Lauterbach und Jettenhofen gebildet. Ihr wurde 1857 Schmellnricht als wesentlich größerer Ort hinzugefügt. 1875 hatte die Gemeinde Lauterbach 217 Einwohner; in Lauterbach selbst wohnten 71 Personen, die überwiegend von der Landwirtschaft lebten. So wurden hier 92 Stück Rindvieh (und nur ein Pferd) gehalten.
Mit der Gebietsreform in Bayern wurde die Gemeinde Lauterbach aufgelöst und ihre Gemeindeteile Lauterbach, Jettenhofen und Schmellnricht zum 1. Juli 1972 in die Stadt Freystadt des oberpfälzischen Landkreises Neumarkt eingemeindet. Letzter Bürgermeister von Lauterbach war seit 1968 Joseph Kerl. 2011 wurden die Hausnummern neu geordnet und ein A- und B-Bezirk ausgewiesen.

### Einwohnerentwicklung
- 1830: 75 (16 Anwesen)[20]
- 1875: 71 (57 Gebäude)[21]
- 1937: 75[22]
- 1950: 90 (16 Anwesen)[23]
- 1961: 71 (17 Wohngebäude)[24]
- 1987: 58 (18 Wohngebäude, 20 Wohnungen)[25]

## Katholische Filialkirche St. Willibald
Die im späten 13. / frühen 14. Jahrhundert vermutlich von der Herrschaft Uttenhofen (= Jettenhofen) erbaute Kirche wird 1627 als baufällig bezeichnet. Die heutige Form erhielt das Gotteshaus anschließend bis 1675 unter Beibehaltung des gotischen Chores durch Umbau und Erweiterung des Schiffes auf 11 × 6,5 Meter. Der barocke Altar stammt von 1720, eine Marienfigur aus dem frühen 16. Jahrhundert, die Kanzel und ein Ölgemälde der Beweinung Christi aus der ersten Hälfte des 17. Jahrhunderts. 1675 kam eine Glocke in den Dachreiter mit Kuppel im Osten der Kirche. Um 1700 ist der Friedhof erwähnt. 1750 wurde die Glocke gegen eine Johann Silvius Kleeblatt-Glocke aus Amberg ausgewechselt. 1919 kamen zwei kleine Glocken der Firma Hamm in Regensburg neu in den Turm. 1844 wurde die Aufbewahrung des Sanctissimum in der Kirche durch Eichstätt erlaubt.
Vor 1789 baute Funtsch eine kleine Orgel, deren Prospekt noch erhalten ist. 1907 lieferte Ludwig Edenhofer junior aus Deggendorf ein neues Instrument mit vier Registern. 2018 wurde dieses von Deininger & Renner restauriert.
Kirchlich gehörte das Dorf bis ins 16. Jahrhundert zu der seit 1183 dem Kloster Plankstetten inkorporierten Pfarrei Sulzkirchen und ist – mit Schmellnricht – nach Errichtung der Pfarrei Burggriesbach offensichtlich dorthin gepfarrt worden. Im späten 16. Jahrhundert kam Lauterbach zwangsweise zur calvinischen Pfarrei Forchheim, wo 1540 durch das kurpfälzische Schultheißenamt Neumarkt die Reformation eingeführt worden war. Nach der Gegenreformation (um 1625) wurde Lauterbach zusammen mit Schmellnricht, Obernricht und Höfen 1705/06 der katholischen Pfarrei Burggriesbach und 1805 abermals der seit der Gegenreformation katholischen Pfarrei Forchheim zugewiesen. 1925 erfolgte die erneute Einpfarrung in die Pfarrei Burggriesbach, wohin auch die Kinder zur Schule gingen und noch heute gefahren werden.
Die Herz Jesu-Kapelle an der Straße nach Jettenhofen wurde 1893 von einem Lauterbacher Mühlenbesitzer errichtet.

## Baudenkmäler
Außer den beiden Sakralbauten gelten das Bruderhaus Lauterbach Nr. A 1, ein Wohnstallbau mit Fachwerkgiebel vom Anfang des 18. Jahrhunderts, das Kleinhaus Lauterbach Nr. A 5 mit zwei Fachwerkgiebeln (17. Jahrhundert) sowie der zu Lauterbach Nr. A 16 gehörende Backofen vom Anfang des 19. Jahrhunderts als Baudenkmäler.

## Vereine
- Freiwillige Feuerwehr Lauterbach-Schmellnricht
- Obst- und Gartenbauverein (OGV) Lauterbach

## Persönlichkeiten
- Johann Michael Harrer (* 2. Februar 1812 in Lauterbach; † 7. Juli 1868 in Fürstenfeldbruck), katholischer Theologe, Pfarrer der Erzdiözese München[30]
- Johann Baptist Lerzer (* 24. Juni 1870 in Lauterbach; † um 1937), katholischer Theologe und geistlicher Studienprofessor in Regensburg[31]
- Franz Solan Pals (* 22. Juli 1740 in Lauterbach; † nicht vor 1823), katholischer Theologe, Franziskanerpater u. a. in Ingolstadt[32]